# Nyctiophylax excelsus
Nyctiophylax excelsus is een fossiele soort schietmot uit de familie Polycentropodidae.